# Гессенгайм
Гессенгайм (нім. Gössenheim) — громада в Німеччині, знаходиться в землі Баварія. Підпорядковується адміністративному округу Нижня Франконія. Входить до складу району Майн-Шпессарт. Складова частина об'єднання громад Гемюнден-ам-Майн.
Площа — 11,50 км2. Населення становить 1093 ос. (станом на 31 грудня 2020).

## Галерея

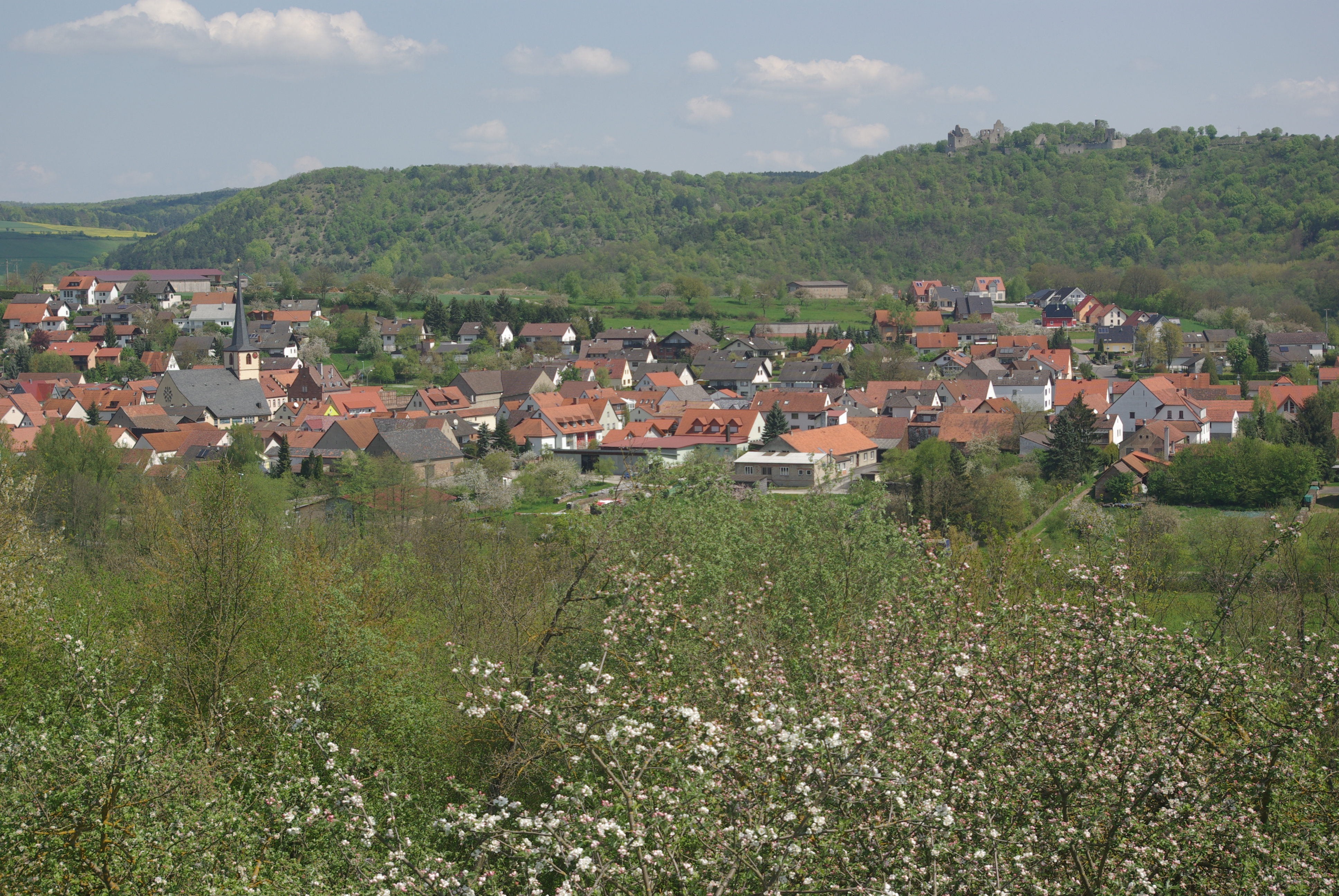